# Crazy Eyes (Filter)
Crazy Eyes è il settimo album in studio del gruppo musicale statunitense Filter, pubblicato nel 2016.

## Tracce
1. Mother E – 3:54 (Richard Patrick, Oumi Kapila)
2. Nothing in My Hands – 4:34 (Patrick, Ben Grosse, Jonathan Radtke, Michael Tuller)
3. Pride Flag – 3:48 (Patrick, Kapila)
4. The City of Blinding Riots – 4:16 (Patrick, Danny Lohner)
5. Take Me to Heaven – 3:37 (Patrick, Kapila)
6. Welcome to the Suck (Destiny Not Luck) – 3:13 (Patrick, Kapila)
7. Head of Fire – 5:00 (Patrick, Grosse, Radtke, Tuller)
8. Tremors – 3:43 (Patrick, Kapila)
9. Kid Blue from the Short Bus, Drunk Bunk – 3:56 (Patrick, Kapila)
10. Your Bullets – 4:37 (Patrick, Grosse, Radtke, Tuller)
11. Under the Tongue – 6:10 (Patrick, Kapila, Ashley Dzerigian, Chris Reeve)
12. (Can't She See) Head of Fire, Part 2 – 3:47 (Patrick, Kapila)

## Formazione
- Richard Patrick – voce, chitarra, programmazione
- Oumi Kapila – chitarra, programmazioni, tastiera
- Ashley Dzerigian – basso
- Chris Reeve – batteria
- Bobby Miller – tastiera, programmazioni